# Limbach (Druckerei und Verlag)
Die Limbach Druck + Verlag GmbH und die Braunschweiger Zeitungsverlag – Druckhaus Albert Limbach GmbH & Co. KG sind zwei voneinander unabhängige Druckerei- und Verlagsunternehmen in Braunschweig, die sich auf eine Gründung durch Albert Limbach 1865 zurückführen. Eine frühere Firma lautete Albert Limbach Druck- u. Verlagsgesellschaft mbH u. Co. KG.

## Limbach Druck + Verlag GmbH
Die Limbach Druck + Verlag GmbH ist eine 100-prozentige Tochter der Braunschweig-Druck GmbH, die wiederum zu 70 % im Eigentum der SPD-eigenen Deutschen Druck- und Verlagsgesellschaft (dd_vg) steht. Sie bietet in erster Linie Druckdienstleistungen an und verlegt die Zeitschrift IHK wirtschaft der Industrie- und Handelskammer Braunschweig.

## Druckhaus Albert Limbach GmbH & Co. KG
Die Braunschweiger Zeitungsverlag – Druckhaus Albert Limbach GmbH & Co. KG mit Sitz im Pressehaus an der Hamburger Straße in Braunschweig gibt die führende Regionalzeitung Braunschweiger Zeitung heraus und gehört seit 2007 zur WAZ-Mediengruppe. Persönlich haftende Gesellschafter waren Peter-Jürgen Lesemann und die Verwaltungsgesellschaft Braunschweiger Zeitungsverlag GmbH, Geschäftsführer Rainer Hlubek, Peter Imberg und Dr. Martin Jaschke. Mittlerweile ist es die BZV Medienhaus GmbH mit Geschäftsführer Harald Wahls.

## Geschichte
Albert Limbach gründete 1865 zusammen mit Albert Berglein die Druckerei Berglein und Limbach. Ab 1870 war Limbach alleiniger Inhaber und zog 1877 in die Leopoldstraße um. Ab 1880 gab der Verlag die Braunschweigische Landeszeitung heraus, ab 1886 auch den Braunschweiger Stadtanzeiger. 1887 bezog der Betrieb das neu erbaute Pressehaus in der Innenstadt (Hutfiltern 8), das fast 100 Jahre Sitz der Druckerei und des Verlags mit einer Reihe von Lokal- und Regionalzeitungen war.
1909 erwarb der Dresdener Unternehmer Gottlieb Paul Leonhardt das Unternehmen bis zur Übergabe 1936 an seine Tochter Isolde Voigt (* 14. Februar 1897; † 1988), nachdem 1927 sein Schwiegersohn, der ungarische Konsul Harald E. Voigt in die Verlagsleitung eingetreten war. Harald E. Voigt wurde später Adjutant im Auslandspresseamt der NSDAP. 
1936 wurde die Braunschweigische Landeszeitung eingestellt und 1941 der Braunschweiger Stadtanzeiger. Von 1941 bis 1944 erschien die Braunschweiger Landeszeitung. Trotz der verheerenden Bombenangriffe von 1944 überstand die Druckerei den Zweiten Weltkrieg unbeschädigt. 
Die Söhne von Isolde Voigt, Henning und Arndt, nahmen den Verleger Hans Eckensberger († 1966) als Gesellschafter in das Unternehmen auf, und er erhielt als zweiter Verleger in der Britischen Besatzungszone am 6. Januar 1946 die Zeitungslizenz für die Herausgabe der Braunschweiger Zeitung, die zunächst wegen Papiermangels nur zweimal wöchentlich erschien, ab November 1947 dreimal wöchentlich und seit September 1949 an jedem Werktag.
Nach dem Gesellschaftsvertrag der Firma Eckensberger & Co. vom 17. Juni 1961 fielen die Anteile der Verlegerin Helga Eckensbergers im Falle ihres Todes an die Familie Voigt. Dieser Fall trat ein, als Helga Eckensberger in ihrer Wohnung Opfer eines Gewaltverbrechens wurde. Der Täter Volkmar Weilguny, der (laut Spiegel) Beziehungen zur Familie Voigt hatte, wurde wegen Körperverletzung mit Todesfolge verurteilt.
Im Juni 1981 zogen Druckerei, Redaktion und Verlag in das Pressehaus an der Hamburger Straße, das alte Pressehaus am Hutfiltern wurde in ein Einkaufszentrum umgewandelt (Burg-Passage). 2014 wird der Verlag und die Redaktion in das neue Pressehaus an der Langen Straße in der Innenstadt ziehen, die Druckerei befindet sich mittlerweile an der Christian-Pommer-Straße im Braunschweiger Norden.